# 1984年10月逝世人物列表
1984年逝世人物列表：1月 - 2月 - 3月 - 4月 - 5月 - 6月 - 7月 - 8月 - 9月 - 10月 - 11月 - 12月
1984年10月逝世人物列表，是用於匯總1984年10月期間逝世人物的列表。

## 依日期排序

### 1日
- 沃爾特·阿爾斯通，美國棒球運動員和經理
- 凱西莉·漢斯曼，德國抵抗戰士和政治家（KPD），聯邦議院議員
- 恩斯特·霍夫曼，德國政治家（SED）
- 布拉戈耶·马里亚诺维奇，南斯拉夫足球運動員和教練
- 馬里奧·諾森蒂尼，摩納哥足球運動員
- 弗裡德里希·波斯克，德國海軍軍官和邊防警衛
- 海因里希·安東·沃爾夫，德國律師和政治家（基民盟）
- 沃爾特·弗蘭克·伍德爾，美國政治家

### 2日
- R·A·布林克，美國植物遺傳學家
- 約翰內斯·傑尼克（Johannes Jaenicke），德國化學家
- 哈米特·祖貝伊爾·科賽，土耳其史前學家和民族學家
- 海爾格·普羅斯，德國社會學家
- 哈裡·斯特羅姆，加拿大政治家
- 保罗·威尔斯，德國摩托車賽車手，四次德國冠軍

### 3日
- 薩爾瓦多·巴卡羅，影片中的義大利演員
- 沃爾特·貝斯特，德國人，國家社會主義者，德意志主義者，戲劇家和作家
- 赫爾穆特·霍爾扎普費爾，德國神學家、神職人員、記者、作家

### 4日
- 伯恩哈德，薩克森-邁寧根親王
- 維吉爾·雅科米尼，美國賽艇運動員
- 格爾達·溫內斯科斯基，芬蘭鋼琴家和音樂教育家

### 5日
- 艾梅·巴讚，法國電影建築師
- 雨果·庫克豪斯，德國木匠、藝術家和教育家
- 讓-查理斯·佩恩，法國羅曼語語言學家和中世紀學家
- 卡爾·普凡豪瑟，奧地利音樂學家
- 倫納德·羅西特，英國演員
- 喬瓦尼·斯帕尼奧利，義大利政治家
- 瓦爾德瑪律·馮·澤德維茨，德裔美國橋牌選手

### 6日
- 伯特·安德列亞斯，德國歷史學家、目錄學家和馬克思恩格斯學者
- 菲力浦·康斯坦丁·馮·伯克海姆，巴登銀行家
- 古拉姆·穆罕默德·法哈德，阿富汗政治家和電氣化領域的專家
- 夏洛特·朗，英國女演員
- 喬治·蓋洛德·辛普森，美國生物學家、動物學家、古生物學家
- 安德列·范·德·韋爾夫·德·沃斯勒，比利時花劍運動員
- 謝爾蓋·弗謝奇斯維亞茨基，烏克蘭-蘇聯天文學家和大學教授

### 7日
- 迪特爾·伯格納（Dieter Bergner），德國馬克思主義哲學家，哈勒馬丁路德大學（薩勒河）校長，SED工作人員
- 漢斯·貝瑞，德國爵士音樂家（小號、小提琴、鋼琴）和作曲家
- 約瑟夫·布賴滕巴赫，德國出生的美國畫家和攝影師
- 伊利亞斯·哈斯，土耳其Devrimci Yol活動家
- 塞巴斯蒂亞諾·洛尼格羅，義大利民族學家
- 埃米爾·奧曼（Emil Öhmann），芬蘭日耳曼學家、羅曼語語言學家和語言學家
- 赫爾曼·施羅德（Hermann Schroeder），德國作曲家和天主教會音樂家

### 8日
- 弗朗索瓦絲·奧布特，加拿大管風琴家和音樂教育家
- 保羅·鮑姆加滕，德國建築師
- 勒內·卡尼爾（René Garnier），法國數學家
- 曼弗雷德·格拉布斯，德國音樂學家和作曲家
- 邁米·馮·米爾巴赫，德國大提琴家和懺悔教會成員
- 庫爾特·羅施，德裔美國畫家和作家
- 西奧多·席德（Theodor Schieder），德國歷史學家

### 9日
- 海因茨·馮·克萊夫，德國演員、配音演員和廣播劇解說員
- 漢斯·馮·邁斯-特芬，瑞士冒險家和作家
- 亨利·米肖，比利時-法國詩人和畫家

### 10日
- 魯道夫·阿道夫，德國作家
- 厄休拉·柯蒂斯，美國作家
- 湯瑪斯·加迪斯，美國作家
- 池原止戈夫，日本數學家
- 阿洛科爾，德國作曲家、管弦樂隊指揮和講師
- 埃裡希·馮·洛弗霍爾茨，德國政治家（FDP）
- 彼得·蒂恩豪斯，德國畫家、平面藝術家和物體藝術家

### 11日
- 远藤三郎，日本陸軍中將。
- 曼努埃爾·阿隆索，西班牙網球運動員
- 安東·伯格邁爾，布痕瓦爾德集中營的德國獄警
- 愛德華·博文西彭，德國政治家（SPD），聯邦議院議員
- 威廉·弗雷德曼，德國作家、教育家
- 羅裡·弗里，美國摩托車賽車手
- 格特魯德·弗裡德，瑞典舞台和電影女演員
- H.布魯斯·亨伯斯通，美國影視導演
- 厄休拉·克裡格，德國女演員和配音演員
- 阿達爾伯特·梅辛格，德國本篤會僧侶和魏因加滕修道院的住持
- 凱薩琳·考克斯·邁爾斯，美國心理學家

### 12日
- 魯道夫·貝斯旺格，德國演員、廣播劇和廣播劇解說員、廣播劇導演和戲劇導演
- 凱爾德·邦菲爾斯，丹麥爵士音樂家
- 康斯坦丁·康斯坦丁諾維奇·赫列諾夫，俄羅斯冶金學家、焊接先驅和大學講師
- 赫蘇斯·瑪麗亞·桑羅瑪，波多黎各鋼琴家和音樂教育家

### 13日
- 科林·罗伯特·蔡斯，以研究古英語和盎格魯-拉丁語文學聞名的美國學者，多倫多大學英語副教授。
- 古斯塔夫·康伯格，德國農業科學家、育種研究員和大學講師
- 愛麗絲·尼爾，美國畫家
- 威廉·斯特默，奧地利政治家（SDAP/SPÖ）和教師

### 14日
- 迪克·阿特萊西，美國跨欄運動員和短跑運動員
- 弗雷德里克·莱恩，美國經濟史學家
- 弗雷德·路德維希，德國演員
- 马丁·赖尔，英國射電天文學家
- 弗里德爾·沃爾夫岡，奧地利高山滑雪運動員

### 15日
- 劉宜良，台灣記者及作家
- 沃爾特·胡梅爾斯海姆，德國政治家和抵抗戰士
- 弗朗茨·勞夫克，德國律師和大學講師
- 保羅·馬雷拉，義大利神職人員，羅馬天主教會紅衣主教
- 霍華德·彭曼，英國物理學家

### 16日
- 弗朗索瓦·道馬斯，法國埃及古物學家
- 佩姬·安·加纳，美國電影和舞臺女演員和模特
- 埃裡希·亨舍爾，德國藝術家
- 羅西塔·基羅加，阿根廷探戈歌手、詩人和作曲家
- 唐·里諾，美國藍草班卓琴演奏家和吉他手

### 17日
- 艾伯塔·亨特，美國歌手
- 赫尔曼·奥夫德海德，德國曲棍球運動員
- 恩斯特·伯格曼（Ernst Bergmann），德國地方政治家（自由選民）
- 艾伯塔·亨特，美國藍調和爵士歌手
- 巴勃羅·曼格爾，阿根廷外交官
- 喬治·紐格鮑爾，德國政治家（NSDAP），聯邦議院議員
- 奧斯卡·威廉·萊因穆斯，美國金石學家
- 休伯特·施蒙特，二戰期間德國海軍上將
- 喬治·蒂爾，法國歌劇演唱家（男高音）

### 18日
- 陈伊林，中國政治人物、社會活動家
- 卡羅利·加拉古利，匈牙利小提琴家和指揮家
- 馬格希爾德·哈爾克，挪威作家
- 喬恩-埃裡克·赫克瑟姆，美國演員和模特
- 羅伯特·萊芬威爾，美國電影製片人和動畫藝術家
- 亞歷山大·明奇，德國作家、文學學者
- 威廉·魯德尼格，奧地利方言詩人（克恩頓州），詩人和廣播劇作家

### 19日
- 金岳霖，中國哲學家
- 亨利·米肖，比利時作家和畫家
- 康拉德·班茲，德國教育家和博物學家
- 埃裡克·毛奇，丹麥中世紀學家、符文學家和歷史學家
- 巴迪·莫斯，美國藍調音樂家
- 耶日·波比耶乌什科，被波蘭國家安全局謀殺的波蘭神職人員，祝福
- 奧托-恩斯特·施德科普夫，德國歷史學家和黨衛軍上校

### 20日
- 卡尔·斐迪南·科里，捷克裔美國生物化學家，諾貝爾生理學或醫學獎獲得者
- 阿達爾伯特·德紹，德國拉美學者、羅曼語語言學家、文學家
- 保罗·狄拉克，英國物理學家，諾貝爾獎獲得者，量子物理學的聯合創始人
- 蒂娜·赫德斯特倫（Tina Hedström），瑞典女演員
- 弗里茨·霍赫（Fritz Hoch），德國政治家（社民黨）
- 漢斯·休默（Hans Huebmer），奧地利記者、非小說類作家和福拉爾貝格州政府新聞官
- 巴德·詹森，美國爵士薩克斯管演奏家和編曲家
- 皮埃爾·卡斯特，法國電影導演、編劇、小說家

### 21日
- 萊昂納多·科爾特斯，義大利演員和導演
- 克利斯蒂安·恩德斯，德國政治家（SPD），聯邦議院議員
- 伊娃·菲比格，德國女演員、廣播劇解說員和配音演員
- 阿道夫·費舍爾，德國演員和製片經理
- 恩斯特·奧古斯特·勞特，德國物理學家
- 沃爾特·倫奇勒（Walter Rentschler），德國物理學家、大學講師、霍恩海姆大學前校長
- 法蘭索瓦·杜魯福，法國電影導演、影評人、演員和製片人
- Dalibor Vačkář，捷克作曲家

### 22日
- 拉爾夫·佈雷加齊，德國演員
- Cegerxwîn，庫爾德詩人和作家
- 赫爾曼·哈特曼，德國化學家
- 福爾圖納特·胡貝爾，瑞士企業家、出版商和作家
- 奧托·賴默斯，德國無政府主義者和工團主義者
- 奧斯卡·弗里茨·舒赫，德國戲劇家、戲劇和歌劇導演兼藝術總監
- 哈羅德·沃爾特斯，美國作曲家

### 23日
- 君特·阿爾滕堡，二戰中的德國外交官，在被佔領的希臘全權代表
- 約瑟夫·奧格斯坦，德國律師，《明鏡週刊》出版商魯道夫·奧格斯坦（Rudolf Augstein）的兄弟
- 弗里德里希·柏柏爾，德國國際法專家和政治哲學家
- 馬塞爾·布里昂，法國作家
- 米勒德·考德威爾，美國律師和政治家
- 奧斯卡·維爾納，奧地利演員和詆毀者

### 24日
- 沃爾特·貝克爾，德國畫家和平面藝術家
- 卡爾·海因茨·博布萊特，奧地利大使和政治家
- 沃爾特·伍爾夫·金，美國演員和歌手

### 25日
- 約瑟夫·芬克，德國古典和基督教考古學家
- 庫爾特·奧古斯特·科爾施，德國外科醫生
- 勒内·洛兰（René Lorain），法國短跑運動員
- 帕斯卡·歐吉爾，法國女演員
- 斯坦福·羅賓遜，英國指揮家和作曲家
- Håkan Serner，瑞典演員

### 26日
- 戈特弗里德·弗蘭克爾，德裔以色列動物學家（昆蟲學家）
- 馬克·卡克，波蘭數學家
- 弗里茨·摩根塔勒，瑞士精神分析學家和作家
- 魯道芬·莫爾，奧地利政治家（SPÖ），州議會議員，聯邦參議院議員
- 弗朗茨·奧韋爾貝克，德國政治家（FDP），聯邦議院議員
- 魯道夫·斯塔肯，德國經濟學家

### 27日
- 拉里·福斯特，美國NBA聯盟前職業籃球運動員。
- 溫弗里德·阿爾比茲，德國管風琴製造商
- 克利斯蒂安·克魯澤，德國政治家（基社盟）
- Zdenko Paumgartten，奧地利步兵將軍

### 28日
- 魯迪·格魯納，德國畫家和製圖員
- 弗里茨·邁耶-斯特魯克曼，德國銀行家和律師
- 克努特·努达尔，瑞典足球運動員

### 29日
- 麻田辨自，日本畫家和木刻畫家
- 羅伯特·馮·福斯特，德國外交官
- 沃爾夫岡·凱利格，德國軍官和軍事作家
- 楊秀，美籍華裔女演員

### 30日
- 威廉·达米科，美國男子雪車運動員。
- 莫裡斯·德爾布耶，比利時羅曼語語言學家和中世紀學家
- 瓊·杜普雷茲，英國電影和戲劇女演員
- 庫爾特·菲德勒，奧地利商人和政治家（ÖVP），州議會議員，國民議會成員
- 海因里希·加爾姆，德國政治家和工會會員
- 沃爾夫岡·海因茨，德國演員和導演
- 卡洛·因法斯切利，義大利電影製片人、導演和編劇
- 盧齊·厄普特穆爾，德國畫家
- 普里莫·澤格裡奧，義大利電影導演和編劇

### 31日
- 英迪拉·甘地，印度總理，遭錫克教徒暗殺
- 約翰·科利爾，美國跨欄運動員
- 愛德華多·德·菲利波，義大利演員、劇作家和電影導演
- 赫爾曼·哈克，德國公務員和政治家（SPD），巴登-符騰堡州聯邦議院議員
- 奥托·约翰内斯·威廉·科勒，德國神職人員和納粹受害者
- 弗裡德里希·邁因佐特，德國律師
- 漢斯·尚扎拉，德國歌劇演唱家（貝斯）和作曲家
- 克拉夫迪亞·托普奇耶娃，蘇聯物理化學家和大學講師

### 日期不詳
- 安德魯·艾特肯，英格蘭足球守門員
- 卡洛斯·格林加，烏拉圭足球運動員
- 海倫·羅森瑙，德英藝術史學家